# Піравські (герб)
Піравські (пол. Pirawski, Nałęcz Zawiniony) — шляхетський герб, різновид герба Наленч.

## Опис герба
В червоному полі зв'язана знизу срібна пов'язка в коло між трьома золотими зірками; одна зверху, дві по пояс з обох боків з'єднання.
Клейнод: діва в блакитній сукні, з пов'язкою на голові між двома рогами оленя, які вона тримає.
Намет: Червоний, підбитий сріблом.

## Найбільш ранні згадки
Панегірик Томаша Піравського, єпископа Нікопольського, допоміжного єпископа і офіціала львівського з XVII століття.

## Роди
Піравські (Pirawski).